# Tabor, Domžale
za druge pomene glej Tabor (razločitev)
Tabor je predel mesta Domžale. Na Goričici se nahaja sedež Župnije Domžale. Ob Taboru poteka železniška proga Ljubljana–Kamnik Graben, južno od nje pa je locirano novo domžalsko pokopališče Žale.